# Senén Bernárdez Álvarez
Senén Bernárdez Álvarez (Gomesende, 24 de mayo de 1930-Orense, 22 de enero de 2013) fue un farmacéutico y político galleguista español.

## Biografía
Licenciado primero en Filosofía y Letras por la Universidad de Salamanca, y después en Farmacia por la Universidad de Santiago de Compostela, desarrolló su actividad laboral como farmacéutico, presidiendo el Colegio profesional orensano desde 1968 a 1981. En el ámbito político, fue miembro del Grupo Orensano Democrático, vinculado al galleguista moderado, Eulogio Gómez Franqueira, formación que se integró en Unión de Centro Democrático (UCD) en el inicio de la Transición política. En la candidatura de UCD Bernárdez Álvarez resultó elegido diputado en 1981 al Parlamento de Galicia, así como senador por designación de la cámara autonómica. Con la crisis y desaparición de UCD tras la severa derrota electoral centrista en 1982, junto a Gómez Franqueira participó en la creación de Coalición Galega, formación con la que concurrió con éxito a las elecciones generales de 1986 al obtener el escaño en el Congreso por la circunscripción de Orense. En este tiempo fue un parlamentario muy activo, miembro de la Diputación Permanente y portavoz titular de la Junta de Portavoces en dos periodos (1987 y 1988). Presidió Coalición Galega en 1987 con José Luis Barreiro Rivas como secretario general, pero poco después de terminada la III Legislatura abandonó la vida política, dado que tanto él como Barreiro no compartían la alianza que se trataba de formar con el Partido Popular de cara a las elecciones municipales de 1991.
Fue considerado por sus correligionarios políticos como un nacionalista gallego moderado, volcado en crear una sociedad más justa y libre, así como hombre honesto, serio y sensato.